# McDougall Sound
McDougall Sound är ett sund i Kanada.   Det ligger i territoriet Nunavut, i den norra delen av landet, 3 500 km nordväst om huvudstaden Ottawa.